# العلاقات المالديفية النرويجية
العلاقات المالديفية النرويجية هي العلاقات الثنائية التي تجمع بين المالديف والنرويج.

## مقارنة بين البلدين
هذه مقارنة عامة ومرجعية للدولتين:
| وجه المقارنة                                              | المالديف       | النرويج                                                   |
| --------------------------------------------------------- | -------------- | --------------------------------------------------------- |
| المساحة (كم2)                                             | 298            | 385.21 ألف                                                |
| عدد السكان (نسمة)                                         | 436.33 ألف     | 5.33 مليون                                                |
| الكثافة السكانية (ن./كم²)                                 | 146.42 ألف     | 13.84                                                     |
| العاصمة                                                   | ماليه          | أوسلو                                                     |
| اللغة الرسمية                                             | اللغة الديفهي  | بوكمول، لغات السامي، نينوشك، اللغة النرويجية              |
| العملة                                                    | روفيه مالديفية | كرونة نروجية                                              |
| الناتج المحلي الإجمالي (بليون دولار)                      | 4.60 مليار     | 398.83 مليار                                              |
| الناتج المحلي الإجمالي (تعادل القوة الشرائية) بليون دولار | 5.23 مليار     | 322.23 مليار                                              |
| الناتج المحلي الإجمالي الاسمي للفرد دولار أمريكي          | 8.39 ألف       | 74.40 ألف                                                 |
| الناتج المحلي الإجمالي للفرد دولار أمريكي                 | 12.53 ألف      | 65.61 ألف                                                 |
| مؤشر التنمية البشرية                                      | 0.706          | 0.944                                                     |
| رمز المكالمات الدولي                                      | +960           | +47                                                       |
| رمز الإنترنت                                              | .mv            | .no                                                       |
| المنطقة الزمنية                                           | ت ع م+05:00    | ت ع م+01:00، ت ع م+02:00، توقيت وسط أوروبا، أوروبا/أوسلو ‏ |

## منظمات دولية مشتركة
يشترك البلدان في عضوية مجموعة من المنظمات الدولية، منها:
| علم المنظمة | اسم المنظمة                        | تاريخ انضمام المالديف | تاريخ انضمام النرويج |
| ----------- | ---------------------------------- | --------------------- | -------------------- |
|             | وكالة ضمان الاستثمار متعدد الأطراف | 19 مايو 2005          | 9 أغسطس 1989         |
|             | منظمة الشرطة الجنائية الدولية      | ?                     | ?                    |
|             | منظمة حظر الأسلحة الكيميائية       | ?                     | ?                    |
|             | منظمة التجارة العالمية             | ?                     | 1995                 |
|             | الأمم المتحدة                      | 21 سبتمبر 1965        | 27 نوفمبر 1945       |
|             | مؤسسة التمويل الدولية              | 2 فبراير 1983         | 20 يوليو 1956        |
|             | يونسكو                             | 18 يوليو 1980         | 4 نوفمبر 1946        |
|             | مؤسسة التنمية الدولية              | 13 يناير 1978         | 24 سبتمبر 1960       |
|             | بنك التنمية الآسيوي                | 1978                  | 1966                 |
|             | البنك الدولي للإنشاء والتعمير      | 13 يناير 1978         | 27 ديسمبر 1945       |
|             | الاتحاد البريدي العالمي            | ?                     | ?                    |
|             | الاتحاد الدولي للاتصالات           | 28 فبراير 1967        | 1866                 |

## وصلات خارجية
- موقع وزارة الخارجية المالديفية
- موقع وزارة الخارجية النرويجية